# Малушка, Леопольдина
Леопольдина Малушка Мали де Трупп (нем. Leopoldina Maluschka Maly de Trupp; 18 октября 1862 — 8 марта 1954, Сантьяго) — чилийский педагог австрийского происхождения.
Окончила учительскую семинарию в Граце (1878) и Венскую консерваторию (1894) как вокальный педагог. С 1900 г. жила и работала в Чили и считается одним из основателей системы дошкольного образования в этой стране. В 1928 г. получила гражданство Чили за заслуги в этой области.
Первоначально преподавала музыку частным образом в Вальдивии и в лицее в Каукенесе. В 1906—1914 гг. преподавала в Школе классных дам, впервые в Чили организовав подготовку профессиональных кадров для работы в детских садах. В 1908 г. выступила с докладом о важности детского сада для становления личности на IV Национальном научном конгрессе, в 1909 году выпустила книгу «Детский сад» (исп. El Kindergarten, su organización, adopción, e instalación en Chile y los demás países de Sudamérica), подробно освещавшую институциональные вопросы дошкольного образования в Южной Америке. В 1910 г. основала в Сантьяго Народный детский сад для детей из социально незащищённых семей и обеспечивала его работу в течение четырёх лет. В 1933 г. учредила частный Институт дошкольного образования. В 1935 г. опубликовала итоговую книгу «Детский сад, семья и школа» (исп. La Kindergarten, familia y escuela: teorías y prácticas de la Educación pre-escolar, importancia del juego infantil). В 1940 г. подготовила двухлетнюю учебную программу для профессионального образования дошкольных педагогов.
Педагогические идеи Малушки опирались на концепции Фридриха Фрёбеля, однако она указывала на то, что национальная специфика требует использования различных подходов и их приноравливания к местной ситуации.
Наряду с работой в области дошкольного образования на рубеже 1900—1910-х гг. вела класс истории музыки в Национальной консерватории. В 1930 г. напечатала сборник «Детские и школьные песни» (исп. Canciones Infantiles y escolares) в собственной аранжировке для голоса и фортепиано.